# Vicepresidente de Namibia
El vicepresidente de la República de Namibia (en inglés: Vice president of the Republic of Namibia) es el cargo del Gabinete que, junto con el presidente de la República de Namibia, conforma la presidencia del país africano. 
Además es miembro del Gabinete junto con el presidente, primer ministro y ministros ejerciendo el poder ejecutivo. El cargo de vicepresidente de Namibia es un cargo reciente, creado junto a varias enmiendas constitucionales  en 2014. La posición es controvertida debido a su cartera poco clara.
Actualmente el cargo se encuentra ocupado por Lucia Witbooi, que fue nombrada el 21 de marzo de 2025 por la presidenta Netumbo Nandi-Ndaitwah.

## Características

### Elegibilidad
Según el artículo 28 de la constitución de Namibia, El vicepresidente será designado por el presidente entre los miembros electos de la Asamblea Nacional de conformidad con las disposiciones de esta Constitución. 
Su nombramiento depende del presidente de la República (artículo 32) y debe ser elegido entre los miembros de la Asamblea Nacional aunque deberá renunciar a su escaño una vez elegido (artículo 28.1 y artículo 48). Este mismo artículo determina que el cargo de vicepresidente es incompatible con cualquier otro cargo del Gabinete y gozará de la misma inmunidad cuando ejerza el cargo de presidente interino.

### Mandato
El vicepresidente es nombrado una vez elegida la nueva Asamblea Nacional. La constitución no especifica un mandato por lo que queda a voluntad del presidente o de la Asamblea Nacional: 
- En caso de renuncia, destitución, muerte o incapacidad, será reemplazado por una persona designada por el presidente de conformidad con esta Constitución (artículo 28).
- La Asamblea Nacional puede forzar su dimisión, como la de cualquier miembro del Gabinete, si no supera una moción de confianza por mayoría de sus miembros (artículo 39).

### Toma de posesión
El vicepresidente deberá prestar juramente tal y como se recoje en el artículo 148:
‘Yo, (nombre) juro/afirmo solemnemente, que me esforzaré al máximo de mis posibilidades por mantener, proteger y defender como Ley Suprema la Constitución de la República de Namibia, y obedecer, ejecutar y administrar fielmente las leyes de la República de Namibia; que protegeré la independencia, soberanía, integridad territorial y los recursos materiales y espirituales de la República de Namibia. Que no divulgaré directa ni indirectamente ningún asunto presentado ante el Gabinete y que se me confíe bajo secreto; y que me esforzaré al máximo de mis posibilidades por garantizar la justicia para todos los habitantes de la República de Namibia, por sustituir, ayudar y asesorar al Presidente, y por desempeñar los deberes de mi cargo y las funciones que me encomiende el Presidente concienzudamente y al máximo de mis posibilidades. Que Dios me ayude. / Así lo afirmo.

### Funciones constitucionales
Según determina el artículo 28 de la constitución, el vicepresidente deberá actuar a voluntad del presidente; sustituir, asistir y asesorar al Presidente en el desempeño de sus funciones, según lo requiera el Presidente, ante quien será responsable. Deberá estar sujeto a las condiciones de servicio y remuneración que establezca la ley del Parlamento. Finalmente, no podrá ser al mismo tiempo primer ministro, vice primer ministro, ministro ni ningún otro funcionario del Gobierno. 
En relación con la sustitución del presidente de la República por fallecimiento, renuncia o incapacidad permanente o si el presidente no puede cumplir sus deberes al hallarse fuera del país o por incapacidad temporal, el vicepresidente asumirá su cargo. Su mandato durará hasta lo que reste de mandato si se encuentra vacante y queda menos de un año para el final de la legislatura (artículos 34 y 29 respectivamente); hasta la convocatoria inmediata de elecciones, según la constitución, si el mandato que resta es superior a un año (artículo 29); o  hasta que el presidente reanude el cargo en los supuestos de hallarse fuera del país o por incapacidad temporal (artículo 34).

## Lista de vicepresidentes (desde 2015)
| #   | Nombre | Nombre | Nombre                                                          | Inicio               | Final                | Partido | Elecciones | Presidente | Presidente                          |
| --- | ------ | ------ | --------------------------------------------------------------- | -------------------- | -------------------- | ------- | ---------- | ---------- | ----------------------------------- |
| 1.º |        |        | Nickey Iyambo (1936-2019) Vicepresidente de la República        | 21 de marzo de 2015  | 8 de febrero de 2018 | SWAPO   | [ 3 ]      |            | Hage Geingob (2015-2024)            |
| 2.º |        |        | Nangolo Mbumba (n. 1941) Vicepresidente de la República         | 8 de febrero de 2018 | 4 de febrero de 2024 | SWAPO   | [ 3 ]      |            | Hage Geingob (2015-2024)            |
| 3.º |        |        | Netumbo Nandi-Ndaitwah (n. 1952) Vicepresidenta de la República | 4 de febrero de 2024 | 21 de marzo de 2025  | SWAPO   | [ 3 ]      |            | Nangolo Mbumba (2024-2025)          |
| 4.º |        |        | Lucia Witbooi (n. 1961) Vicepresidenta de la República          | 21 de marzo de 2025  | En el cargo          | SWAPO   | [ 3 ]      |            | Netumbo Nandi-Ndaitwah (desde 2025) |